# Walter Tuchschmid-Kull
Walter Tuchschmid-Kull (* 12. September 1893 in Frauenfeld; † 27. Mai 1963 in Winterthur) war ein Schweizer Unternehmer, Politiker und Pionier im Bereich des Stahl- und Metallbaus. Als langjähriger Leiter der Firma Gebrüder Tuchschmid AG prägte er die industrielle Entwicklung Frauenfelds massgeblich. Darüber hinaus engagierte er sich politisch auf kommunaler und nationaler Ebene.

## Herkunft und Ausbildung
Walter Tuchschmid wurde 1893 in Frauenfeld, Kanton Thurgau, geboren. Er entstammte einer Familie von Schlossern und Unternehmern. Sein Grossvater, Jakob Tuchschmid (1822-1895), gründete eine Schlosserei, welche er in den folgenden Jahrzehnten zu einem innovativen und blühenden Unternehmen ausbaute. Sein Vater, Jakob Tuchschmid (1858-1909), übernahm 1888 die Firma. Neben klassischen Schmiedearbeiten stieg er in den Eisenkonstruktionsbau ein. Nach seiner Schulzeit absolvierte Walter Tuchschmid eine Schlosserlehre und sammelte praktische Erfahrungen in Karlsruhe und Hannover. Er erkannte früh die Bedeutung einer fundierten theoretischen Ausbildung und besuchte daher die Deutsche Fachschule für Eisenkonstruktionen, Bau- und Kunstschlosserei in Rosswein, Sachsen, die er 1914 mit einem Ehrenzeugnis abschloss.

## Übernahme der Firmenleitung
Nach kurzem Militärdienst in der Schweiz und einer Anstellung bei einer Stuttgarter Firma, die auf den Bau von Glasdächern spezialisiert war, übernahm Walter Tuchschmid 1916 im Alter von nur 23 Jahren die Leitung des väterlichen Unternehmens, das zu diesem Zeitpunkt unter dem Namen J. Tuchschmids Erben firmierte. Seit dem Tod von Jakob Tuchschmid 1909 führten dessen Frau Rosine und die älteste Tochter Rosa die Firma durch die schwierigen Kriegsjahre. Ihr selbstloser Einsatz sowie ihr weitsichtiges und selbstbewusstes Handeln in einer ausgesprochenen Männerdomäne sicherte das Fortbestehen der Firma, bis Walter Tuchschmid es übernehmen konnte.
1921 trat sein Bruder Jakob Tuchschmid (1897-1982) in die Firma ein, und das Unternehmen wurde in Gebrüder Tuchschmid umbenannt. Unter der Führung der beiden Brüder expandierte die Firma und spezialisierte sich auf den Bau von Stahlkonstruktionen, Brücken und Schaufensteranlagen. Ein bedeutender Schritt war die Eröffnung einer Zweigniederlassung in Zürich im Jahr 1928, die es der Firma ermöglichte, grössere Aufträge in der aufstrebenden Metropole zu akquirieren.

## Familie
Walter Tuchschmid-Kull heiratete im Jahr 1919 Sophie Kull (1896–1998), Tochter des Eugen, eines Lehrers aus Zürich-Hottingen. Ein Jahr später wurde ihr Sohn Walter Jakob geboren, der den Namen seines Vaters und Grossvaters übernahm.

## Expansion und Innovationen
In den 1920er und 1930er Jahren entwickelte sich die Firma Tuchschmid zu einem der führenden Unternehmen im Bereich des Stahl- und Metallbaus in der Schweiz. Walter Tuchschmid setzte auf technologische Innovationen und erweiterte das Produktportfolio um Aluminiumfenster, Türzargen und Glasdachkonstruktionen. Ein Höhepunkt dieser Zeit war die Beteiligung am Bau der Glasdächer über den Perronhallen des Zürcher Hauptbahnhofs im Jahr 1929.
Die Weltwirtschaftskrise von 1929 traf auch die Firma Tuchschmid hart. Tuchschmid reagierte mit der Diversifizierung des Geschäfts und der Suche nach neuen Märkten. Bis 1936 sank der Personalbestand von 100 auf 33 Mitarbeiter. Danach ging es wieder aufwärts und die Firma erhielt vermehrt Aufträge im Bereich der militärischen Landesverteidigung, darunter die Produktion von Panzertüren und Bunkerschächten. Zudem war Tuchschmid an der schweizerischen Landesausstellung Landi 1939 in Zürich beteiligt, wo die Firma unter anderem an der Errichtung der Seilbahn über den Zürichsee mitwirkte.

## Zweiter Weltkrieg und Nachkriegszeit
Der Ausbruch des Zweiten Weltkriegs im Jahr 1939 stellte die Firma vor neue Herausforderungen. Walter Tuchschmid und viele seiner Mitarbeiter wurden zum Militärdienst eingezogen, was die Produktion erheblich erschwerte. Dennoch gelang es der Firma, durch Aufträge für die Landesverteidigung und die Herstellung von Holzgasgeneratoren für die Automobilindustrie zu überleben.
Nach dem Krieg konzentrierte sich Tuchschmid auf den Wiederaufbau und die Modernisierung der Firma. 1949 wurde das Unternehmen in eine Aktiengesellschaft umgewandelt und firmierte fortan als Gebrüder Tuchschmid AG. In den 1950er Jahren expandierte die Firma weiter. Im Fensterbau erlangte Tuchschmid mit seinen Pionierleistungen im Bereich Aluminium-Fenster an Industrie-, Geschäfts- und öffentlichen Bauten internationale Anerkennung. Dazu kam der Bereich Stahlbau, wofür 1949 am neuen Produktionsstandort im Frauenfelder Langendorf eine neue Stahlbauhalle errichtet wurde. Zu den bedeutenden Projekten dieser Zeit gehörten der Bau der ersten weit gespannten SBB-Bogenbrücke über den Linthkanal bei Weesen sowie die Errichtung von Stahlkonstruktionen für die Weltausstellung 1958 in Brüssel.

## Politisches Engagement
Neben seiner unternehmerischen Tätigkeit engagierte sich Walter Tuchschmid auch politisch. Bereits mit 26 Jahren wurde er in den Frauenfelder Gemeinderat gewählt, wo er sich vor allem für eine grosszügige Bauplanung einsetzte. Später wurde er in den Thurgauer Grossen Rat und 1951 in den Nationalrat gewählt, wo er sich in Wirtschaftsfragen profilierte. Tuchschmid nutzte seine politischen Kontakte auch geschäftlich, indem er Aufträge aus der Elektrizitätswirtschaft, der Aluminiumindustrie und dem Maschinenbau für seine Firma akquirierte.

## Geschäftsübergabe und Tod
1959 zog sich Walter Tuchschmid aus der operativen Leitung des Unternehmens zurück und übergab die Geschäftsführung an seinen Sohn Walter J. Tuchschmid und Rudolf Schlaginhaufen. Er blieb aber als Seniorchef eng mit dem Unternehmen verbunden. Im September 1962 konnte er das 100-jährige Bestehen der Firma feiern, doch danach machten sich vermehrt körperliche Beschwerden bemerkbar.
Walter Tuchschmid starb am 27. Mai 1963 im Alter von 70 Jahren in Winterthur.